# أدريان دياز
أدريان دياز (بالإسبانية: Adrià Díaz) هو راقص على الجليد إسباني، ولد في 17 سبتمبر 1990 في برشلونة في إسبانيا.

## وصلات خارجية
- أدريان دياز على موقع الاتحاد الدولي للتزلج (الإنجليزية)
- أدريان دياز على موقع الاتحاد الدولي للتزلج (الإنجليزية)
- أدريان دياز على موقع اللجنة الأولمبية الدولية (الإنجليزية)
- أدريان دياز على موقع أوليمبيديا (الإنجليزية)
- أدريان دياز على موقع اللجنة الأولمبية الإسبانية (الإسبانية)